# 대한민국 군형법의 범죄 목록
본 문서는 대한민국 군형법에서 규정한 각종의 범죄 목록을 싣고 있다.

## 반란의 죄
- 반란죄
군형법상의 반란죄는 작당(作黨)하여 병기를 휴대하고 반란을 일으킨 죄를 일컫는다. 수괴(首魁): 사형, 반란 모의에 참여하거나 반란을 지휘하거나 그 밖에 반란에서 중요한 임무에 종사한 사람과 반란 시 살상, 파괴 또는 약탈 행위를 한 사람: 사형, 무기 또는 7년 이상의 징역이나 금고, 반란에 부화뇌동(附和雷同)하거나 단순히 폭동에만 관여한 사람: 7년 이하의 징역이나 금고에 처한다.(군형법 제5조),
- 반란 목적의 군용물 탈취죄
반란을 목적으로 작당하여 병기, 탄약 또는 그 밖에 군용에 공(供)하는 물건을 탈취한 죄를 일컫는다. 반란죄의 처벌과 같다.(군형법 제6조)
- 반란 불보고죄
반란을 알고도 이를 상관 또는 그 밖의 관계관에게 지체 없이 보고하지 아니한 죄,  2년 이하의 징역이나 금고에 처한다(군형법 제9조)

## 이적의 죄
- 군대 및 군용시설 제공죄
군대 요새(要塞), 진영(陣營) 또는 군용에 공하는 함선이나 항공기 또는 그 밖의 장소, 설비 또는 건조물을 적에게 제공하거나 병기, 탄약 또는 그 밖에 군용에 공하는 물건을 적에게 제공하는 죄, 사형에 처한다.(군형법 제11조)
- 군용시설 등 파괴죄
적을 위하여 제11조에 규정된 군용시설 또는 그 밖의 물건을 파괴하거나 사용할 수 없게 한 죄로, 사형에 처한다.(군형법 제12조)
- 간첩죄
적을 위하여 간첩행위를 한 사람은 사형에 처하고, 적의 간첩을 방조한 죄, 사형 또는 무기징역에 처한다(군형법 제13조)
- 일반이적죄

## 지휘권 남용의 죄
- 불법전투개시죄
지휘관이 정당한 사유 없이 외국에 대하여 전투를 개시한 경우에는 사형에 처한다.(군형법 제18조)
- 불법전투계속죄
지휘관이 휴전 또는 강화(講和)의 고지를 받고도 정당한 사유 없이 전투를 계속한 경우에는 사형에 처한다.(군형법 제19조)
- 불법진퇴죄
전시, 사변 시 또는 계엄지역에서 지휘관이 권한을 남용하여 부득이한 사유 없이 부대, 함선 또는 항공기를 진퇴(進退)시킨 경우에는 사형, 무기 또는 7년 이상의 징역이나 금고에 처한다.(군형법 제20조)

## 지휘관의 항복과 도피의 죄
- 항복죄
지휘관이 그 할 바를 다하지 아니하고 적에게 항복하거나 부대, 요새, 진영, 함선 또는 항공기를 적에게 방임(放任)한 경우에는 사형에 처한다.(군형법 제22조)
- 부대인솔도피죄
지휘관이 적전에서 그 할 바를 다하지 아니하고 부대를 인솔하여 도피한 경우에는 사형에 처한다.(군형법 제23조)
- 지휘관직무유기죄
지휘관이 정당한 사유 없이 직무수행을 거부하거나 직무를 유기(遺棄)한 경우, 적전의 경우: 사형, 전시, 사변 시 또는 계엄지역인 경우: 5년 이상의 유기징역 또는 유기금고, 그 밖의 경우: 3년 이하의 징역 또는 금고에 처한다.(군형법 제24조)

## 수소(守所) 이탈의 죄
- 지휘관수소이탈죄
지휘관이 정당한 사유 없이 부대를 인솔하여 수소를 이탈하거나 배치구역에 임하지 아니한 경우, 적전의 경우: 사형, 전시, 사변 시 또는 계엄지역인 경우: 5년 이상의 유기징역 또는 유기금고, 그 밖의 경우: 3년 이하의 징역 또는 금고에 처한다.(군형법 제24조)
- 초병수소이탈죄
초병이 정당한 사유 없이 수소를 이탈하거나 지정된 시간까지 수소에 임하지 아니한 경우,  적전인 경우: 사형, 무기 또는 10년 이상의 징역 / 전시, 사변 시 또는 계엄지역인 경우: 1년 이상의 유기징역 / 그 밖의 경우: 2년 이하의 징역에 처한다.(군형법 제25조)

## 군무 이탈의 죄
- 군무이탈죄
군무를 기피할 목적으로 부대 또는 직무를 이탈한 죄, 적전인 경우: 사형, 무기 또는 10년 이상의 징역 / 전시, 사변 시 또는 계엄지역인 경우: 5년 이상의 유기징역 / 그 밖의 경우: 1년 이상 10년 이하의 징역에 처한다. 부대 또는 직무에서 이탈된 사람으로서 정당한 사유 없이 상당한 기간 내에 부대 또는 직무에 복귀하지 아니한 사람도 위와 같다.(군형법 제30조)
- 특수군무이탈죄
- 이탈자비호죄
- 적진도주죄

## 군무 태만의 죄
- 근무태만죄
- 비행군기문란죄
- 항행위험죄
- 거짓명령죄거짓통고죄거짓보고죄
- 거짓전달죄
- 초령위반죄
- 근무기피사술죄
- 유해음식물공급죄
- 출병거부죄

## 항명의 죄
- 항명죄
- 집단항명죄
- 제지불복죄
- 명령위반죄

## 폭행, 협박, 상해 및 살인의 죄
- 상관폭행죄
- 상관협박죄
- 상관집단폭행죄
- 상관집단협박죄
- 상관폭행치상죄
- 상관상해죄
- 상관집단상해죄
- 상관특수상해죄
- 상관중상해죄
- 상관상해치사죄
- 상관살해죄
- 초병폭행죄
- 초병협박죄
- 초병집단폭행죄
- 초병집단협박죄
- 초병폭행치상죄
- 초병상해죄
- 초병집단상해죄
- 초병특수상해죄
- 초병중상해죄
- 초병상해치사죄
- 초병살해죄
- 군인폭행죄
- 군인협박죄
- 군인집단폭행죄
- 군인집단협박죄
- 군인폭행치상죄
- 군인상해죄
- 군인집단상해죄
- 군인특수상해죄
- 군인중상해죄
- 군인상해치사죄
- 특수소요죄
- 가혹행위죄

## 모욕의 죄
- 상관모욕죄
- 초병모욕죄

## 군용물에 관한 죄
- 군용시설방화죄
- 노적군용물방화죄
- 폭발물파열죄
- 군용시설손괴죄
- 노획물훼손죄
- 함선손괴죄
- 항공기손괴죄
- 군용물분실죄

## 위령(違令)의 죄
- 초소침범죄
- 무단이탈죄
- 군사기밀누설죄
- 암호부정사용죄

## 약탈의 죄
- 약탈죄
- 약탈치상죄
- 전지강간죄

## 포로에 관한 죄
- 포로죄
- 도주원조죄
- 포로탈취죄
- 도주포로비호죄

## 강간과 추행의 죄
- 강간죄
- 유사강간죄
- 강제추행죄
- 준강간죄
- 준강제추행죄
- 추행죄
- 강간상해죄
- 강간치상죄
- 강간치사죄
- 강간살해죄

## 그 밖의 죄
- 부하범죄부진정죄
- 정치관여죄